# B Positive
B Positive ist eine amerikanische Fernsehsitcom von Marco Pennette, der neben Chuck Lorre auch ausführender Produzent der Serie für Chuck Lorre Productions und Warner Bros. Television ist. Die Serie wurde am 5. November 2020 auf CBS als Donnerstagabend-Eintrag in der Fernsehsaison 2020–21 uraufgeführt. Im Mai 2021 wurde die Serie um eine zweite und letzte Staffel verlängert, die am 14. Oktober 2021 Premiere hatte. Im Mai 2022 wurde die Serie nach zwei Staffeln abgesetzt.

## Handlung
Die Serie handelt zunächst von Drew, einem Therapeuten und frisch geschiedenen Vater mit B-positivem Blut, der einen Nierenspender benötigt. Als er in seiner Familie keinen Spender finden kann, bietet ihm eine Frau aus seiner Vergangenheit namens Gina eine ihrer Nieren an. Nach Drews erfolgreicher Transplantationsoperation verlagert sich der Fokus der zweiten Staffel auf Gina, die eine große Geldsumme erbt und das Altersheim kauft, in dem sie arbeitet, während Drew seine Lebensziele neu überdenkt und sich auf den Weg macht, sich selbst neu zu entdecken. Die Sitcom ist von der wahren Geschichte des Serienschöpfers Marco Pennette inspiriert, der 2013 eine Nierentransplantation erhielt.

## Besetzung und Synchronisation
Die deutsche Synchronfassung entstand bei der Deutsche Synchron & Medienproduktion GmbH in Berlin, unter der Dialogregie und nach Dialogbüchern von Frank Turba.

### Hauptbesetzung
| Rolle          | Darsteller            | Hauptrolle                                                             | Nebenrolle           | Deutscher Sprecher |
| -------------- | --------------------- | ---------------------------------------------------------------------- | -------------------- | ------------------ |
| Gina Dabrowski | Annaleigh Ashford     | 1.01–2.16                                                              | –                    | Sonja Spuhl        |
| Drew Dunbar    | Thomas Middleditch    | 1.01–2.16                                                              | –                    | Alex Friedland     |
| Gabby          | Kether Donohue        | 1.01–1.02, 1.04–1.05, 1.07–1.09, 1.11–1.12, 1.14, 1.17–1.18, 2.01–2.16 | –                    | Peggy Pollow       |
| Maddie Dunbar  | Izzy G.               | 1.01–1.03, 1.05, 1.07., 1.10, 1.12., 1.18                              | 2.01, 2.03, 2.06     | Isabella Vinet     |
| Julia Dunbar   | Sara Rue              | 1.01–1.05, 1.07–1.08, 1.10, 1.18                                       | 2.01                 | Ulrike Stürzbecher |
| Eli Russell    | Terrence Terrell      | 1.02–1.18                                                              | 2.01–2.02, 2.04–2.05 | Peter Sura         |
| Gideon         | Darryl Stephens       | 2.01–2.16                                                              | 1.02–1.18            | Bastian Sierich    |
| Norma Goldman  | Linda Lavin           | 2.01–2.16                                                              | 1.02–1.16, 1.18      | Judith Steinhäuser |
| Jerry Platt    | David Anthony Higgins | 2.01, 2.05–2.16                                                        | 1.02–1.18            | Werner Böhnke      |

### Nebenbesetzung
| Rolle       | Darsteller          | Nebenrolle                             |
| ----------- | ------------------- | -------------------------------------- |
| Mr. Knudson | Bernie Kopell       | 1.01–1.03, 1.06, 1.09–1.10, 1.12, 1.18 |
| Dr. Baskin  | Jason Kravits       | 1.01, 1.07, 1.11, 1.17–1.18, 2.01      |
| Paul        | Adam Chambers       | 1.01, 1.07, 1.14, 1.17–1.18            |
| Samantha    | Briga Heelan        | 1.02–1.15                              |
| Adriana     | Rosa Salazar        | 1.15–1.18                              |
| Megyn       | Melissa Tang        | 1.17–1.18                              |
| Mrs. Ludlum | Anna Maria Horsford | 2.01–2.07, 2.09, 2.11–2.16             |
| Spencer     | Jim Beaver          | 2.02–2.16                              |
| Harry       | Hector Elizondo     | 2.03–2.16                              |
| Bette       | Jane Seymour        | 2.03–2.16                              |
| Peter       | Ben Vereen          | 2.03–2.11, 2.14–2.16                   |
| Meredith    | Priscilla Lopez     | 2.03–2.08                              |
| Bert        | D.B. Sweeney        | 2.06–2.10, 2.12–2.16                   |
| Irene       | Rondi Reed          | 2.14–2.16                              |
| Asher       | Ryan Cartwright     | 2.15–2.16                              |